# Dubai Tennis Championships 2005
Dubai Duty Free Men's and Women's Tennis Championships 2005 - чоловічий і жіночий тенісний турнір, що проходив на відкритих кортах з твердим покриттям у Дубаї (ОАЕ). Належав до серії International Gold в рамках Туру ATP 2005 і турнірів 2-ї категорії в рамках Туру WTA 2005. Тривав з 21 лютого до 7 березня 2005 року.

## Переможниці та фіналістки

### Чоловіки. Одиночний розряд
Роджер Федерер —  Іван Любичич 6–1, 6–7(6–8), 6–3

### Одиночний розряд. Жінки
Ліндсі Девенпорт —  Єлена Янкович 6–4, 3–6, 6–4

### Парний розряд. Чоловіки
Мартін Дамм /  Радек Штепанек —  Йонас Бйоркман /  Фабріс Санторо 6–2, 6–4

### Парний розряд. Жінки
Вірхінія Руано Паскуаль /  Паола Суарес —  Світлана Кузнецова /  Алісія Молік, 6–7(7–9), 6–2, 6–1